# 青岩橋

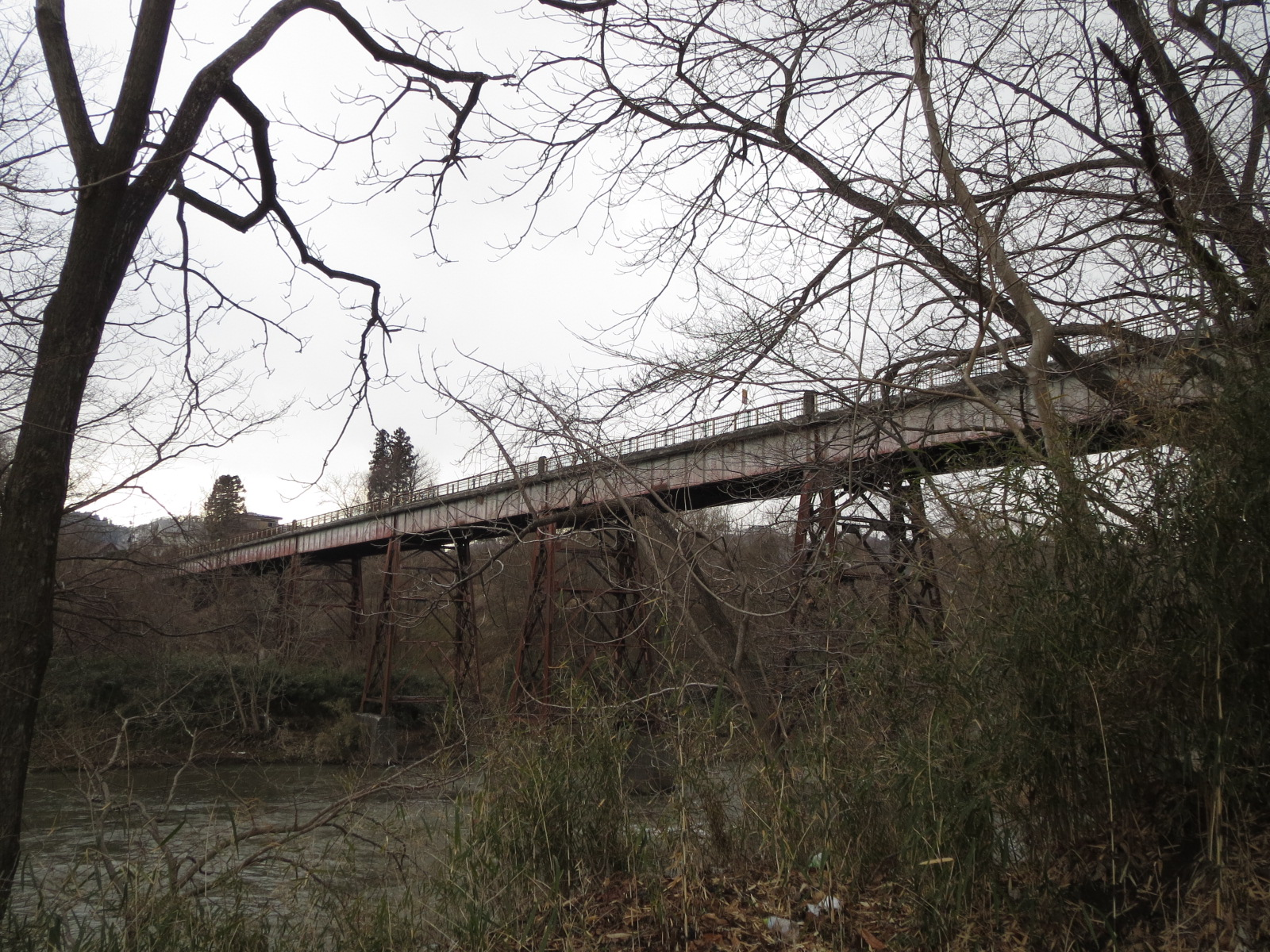
右岸側から (2019年3月)

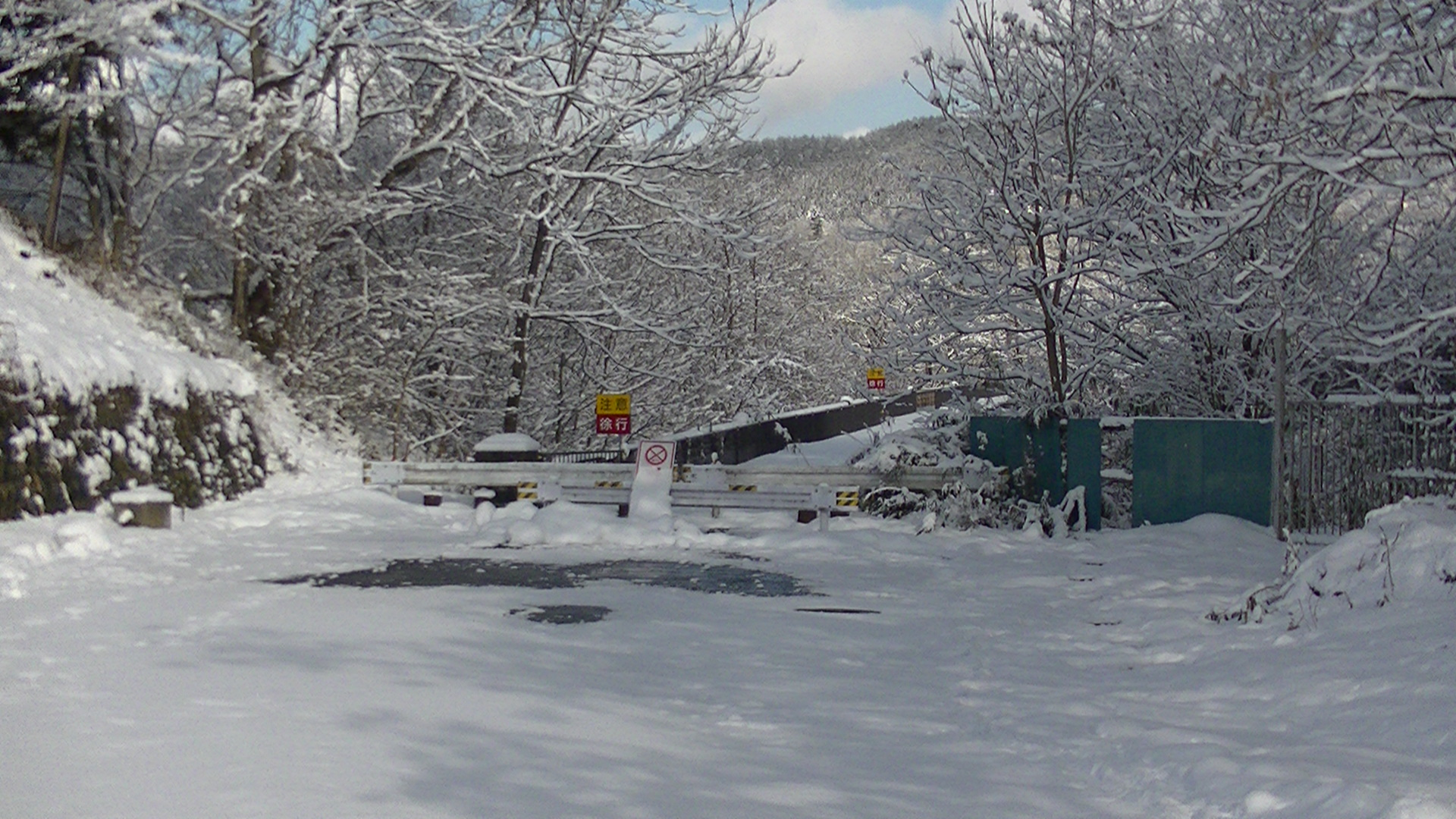
2025年1月現在の青岩橋。

青岩橋（せいがんばし）は、日本の青森県三戸町と岩手県二戸市の境で馬淵川にかかる橋である。道路橋としては珍しいトレッスル橋で、橋面は鉄筋コンクリート。橋長189メートル、幅6メートル。1935年（昭和10年）に架けられ、国道4号を通したが、後に青岩バイパスの青岩大橋に役割が交代した。

## 歴史
青岩橋がかかるまで、青森・岩手県境で奥州街道は馬淵川を渡ることなく、山道に入って蓑ヶ坂を越えていた。1885年（明治18年）に木造の青岩橋が架けられ、街道が変更になった。この橋は1917年（大正6年）に流された。この後も架けられたが、大水の被害に遭うことが多かった。
1934年（昭和9年）9月に着工し、国が工費16万8千円をかけて翌年7月に完成させた橋が、2015年現在まである青岩橋である。3千人の参列をもって8月19日に落成式が行われた。これより国道は青岩橋のルートをとるようになった。
三戸町と金田一村当時の1970年（昭和45年）に青岩大橋が開通すると、国道はそちらを通るようになった。2006年（平成18年）に、日本の土木学会が 平成18年度の選奨土木遺産の一つとして青岩橋を選んだ。しかし老朽化が進んでおり、車両通行止めとなる。しばらくの間は歩行者通行可能だったが、2025年1月現在、全面通行止となっている。
2010年（平成22年）7月16日にJR西日本山陰本線の旧余部橋梁が供用を停止してからは、日本最長のトレッスル橋となっている。